# Chandra West
Chandra K. West (Edmonton, Alberta, Canadá,  31 de diciembre de 1970) es una actriz canadiense.

## Carrera

### 1990s
La carrera como actriz de West comenzó en 1991 cuando interpretó un pequeño papel en la serie de televisión True Confections, un drama de 1950 acerca de una mujer con una toma de conciencia por delante de su tiempo. No fue hasta dos años después de que West siguió a su debut en la pantalla con un papel menor en la serie The Secret of Lake Success.  West apareció en tres películas consecutivas: la primera como Susie en Puppet Master 4 (1993), luego con un papel menor como Miss Alemania en la película de acción No Contest (1994) y en el mismo año, retomando su papel de Susie en Puppet Master 5: The Final Chapter (1994). Los últimos meses de 1994 y la mayor parte de 1995 se vio volver a West a la televisión con apariciones en Madonna: Innocence Lost (1994) protagonizando a Kelsey Lee, Catwalk (1994) protagonizando a Wendy y el papel de Mariel Hemingway en Love and Betrayal: The Mia Farrow Story (1995).

### 2000s
Su avance en el cine se produjo cuando protagonizó a la esposa de Val Kilmer, Liz, en el thriller de D.J. Caruso, The Salton Sea en el 2002. Tras el éxito moderado de The Salton Sea West fue expuesta a un mercado más amplio. Este papel le ayudó a conseguir el papel de Robin en The First $20 Million Is Always the Hardest, que fue muy criticada y considerada una gran decepción a pesar de un elenco de estrellas, incluyendo Rosario Dawson, Adam Garcia, así como un guion escrito por Jon Favreau.
Su siguiente papel fue como Laura Chandler en la miniserie nominada al Emmy  Mister Sterling  (2003). Desde 2003-2004 interpretó a la Dra. Jennifer Devlin (novia de John Clark protagonizado por Mark-Paul Gosselaar) en un papel recurrente en Policías de Nueva York. Ella interpretó a la esposa de Michael Keaton en el 2005 en la película de terror White Noise. Ella también interpretó a la agente novata Holly Gribbs en el episodio piloto de CSI en el 2000. En 2006, West interpretó el papel principal personaje de Tracy en la película The Last Trimester. En 2007 interpretó a la Dra. Honey en la película I Now Pronounce You Chuck & Larry.

### 2010
West obtuvo un papel principal en la nueva serie del género sobrenatural y dramático drama The Gates de la ABC, que se estrenó en junio de 2010.

## Filmografía

### Películas
| Año  | Título                                      | Personaje            | Notas            |
| ---- | ------------------------------------------- | -------------------- | ---------------- |
| 1991 | True Confections                            | Carol                | Película de TV.  |
| 1993 | Night Terrors                               | Beth                 |                  |
| 1993 | Puppet Master 4                             | Susie                | Videos.          |
| 1994 | Puppet Master 5: The Final Chapter          | Susie                | Videos.          |
| 1994 | No Contest                                  | Maria, Miss Alemania |                  |
| 1994 | Madonna: Innocence Lost                     | Kelsey Lee           | Películas de TV. |
| 1995 | Falling for You                             | Julie                | Películas de TV. |
| 1995 | Love and Betrayal: The Mia Farrow Story     | Mariel Hemingway     | Películas de TV. |
| 1996 | A Face To Die For                           | Sheila Gilmore       | Películas de TV. |
| 1997 | Moment of Truth: Into the Arms of Danger    | Carly Astin          | Películas de TV. |
| 1998 | The Waiting Game                            | Sarah Frazer         | Películas de TV. |
| 1998 | Universal Soldiers II: Brothers in Arms     | Veronica Roberts     | Películas de TV. |
| 1998 | Universal Soldiers III: Unfinished Business | Veronica Roberts     | Películas de TV. |
| 1999 | Life in a Day                               | Jasmine              | Películas de TV. |
| 1999 | Revenge of the Land                         | Ceilidh Carmichael   | Películas de TV. |
| 1999 | Seasons of Love                             | Lucille              | Películas de TV. |
| 1999 | Something More                              | Kelly                |                  |
| 2000 | The David Cassidy Story                     | Sue Shifrin          | Películas de TV. |
| 2000 | The '70s                                    | Elizabeth            | Películas de TV. |
| 2000 | The Perfect Son                             | Sarah Parker         |                  |
| 2002 | The Salton Sea                              | Liz                  |                  |
| 2002 | The First $20 Million Is Always the Hardest | Robin                |                  |
| 2003 | Then Came Jones                             | Susan                | Película de TV.  |
| 2003 | Water's Edge                                | Molly Graves         |                  |
| 2004 | Dead Lawyers                                | Elaine               | Películas de TV. |
| 2004 | Huracán Categoría 6                         | Rebecca Kerns        | Películas de TV. |
| 2005 | White Noise                                 | Anna Rivers          |                  |
| 2005 | El Weekend                                  | Kim                  |                  |
| 2005 | FBI: Negotiator                             | Elizabeth Moss       | Películas de TV. |
| 2006 | The Last Trimester                          | Tracy                | Películas de TV. |
| 2006 | Canes                                       | Lisa Goodman         |                  |
| 2006 | The Tooth Fairy                             | Darcy Wagner         | Película de TV.  |
| 2007 | I Now Pronounce You Chuck & Larry           | Doctor Honey         |                  |
| 2007 | Badland                                     | Oli Danilou          |                  |
| 2008 | For the Love of Grace                       | Grace Harding        | Películas de TV. |
| 2008 | Of Murder and Memory                        | Theresa Nichol       | Películas de TV. |
| 2009 | My Neighbor's Secret                        | Casey Hess           | Películas de TV. |

### Televisión
| Year                                                   | Title | Role                |
| ------------------------------------------------------ | --- | ------------------- |
| 1992                                                   | Beyond Reality Ep: Master of Darkness                                                                                | Amanda              |
| 1992                                                   | Forever Knight Ep: Dying to Know You                                                                                 |                     |
| 1993                                                   | The Secrets of Lake Success Miniseries                                                                               | Jenny Grayson       |
| 1994                                                   | Lonesome Dove: The Series Ep: Last Stand                                                                             | Dancing Girl        |
| 1994                                                   | Catwalk | Wendy               |
| 1994                                                   | Highlander Ep: Line of Fire                                                                                          | Donna               |
| 1995                                                   | Road to Avonlea Ep: Comings and Goings                                                                               | Greta Steig         |
| 1995                                                   | Picket Fences Ep: Heart of Saturday Night                                                                            | Tina Hunnecker      |
| 1995                                                   | Pointman Ep: Here She Comes, Miss Murder                                                                             | Brigid O'Connor     |
| 1996                                                   | Kindred: The Embraced Ep: Live Hard, Die Young, and Leave a Good Looking Corpse                                      | Grace Dugan         |
| 1996                                                   | Viper Ep: Standoff                                                                                                   | Becky               |
| 1999                                                   | Earth: Final Conflict Ep: Crackdown Ep: The Vanished                                                                 | Erica Vosser        |
| 2000                                                   | CSI: Crime Scene Investigation Ep: Pilot Ep: Cool Change                                                             | Holly Gribbs        |
| 2001                                                   | Jack & Jill Ep: California Dreamin' Ep: Chivas & Lies Ep: Pressure Points Ep: Crazy Like a Fox, Hungry Like the Wolf | Sarah Weyman        |
| 2003                                                   | Mister Sterling 8 episodes                                                                                           | Laura Chandler      |
| 2003                                                   | NYPD Blue 13 episodes 2003-2004                                                                                      | Dr. Jennifer Delvin |
| 2004                                                   | Wild Card Ep: Wham Bam, Thank You Dan                                                                                | Carmen              |
| 2007                                                   | John From Cincinnati 7 episodes                                                                                      | Tina Blake          |
| 2008                                                   | Flashpoint Ep: Asking for Flowers                                                                                    | Rebecca Kessfield   |
| 2008                                                   | Imaginary Bitches Ep: Three Bitches Is an Imaginary Crowd                                                            | Chandra             |
| 2008                                                   | 90210 The Bubble Ep: Model Behaviour Ep: By Accident                                                                 | Gail McKinney       |
| 2009                                                   | 90210 The Bubble Ep: Model Behaviour Ep: By Accident                                                                 | Gail McKinney       |
| Eleventh Hour Ep: Eternal                              | Angie Parks |                     |
| Monk Ep: Mr. Monk and Sharona Ep: Mr. Monk and the Dog | Carolyn Walsh |                     |
| 2010                                                   | The Gates | Devon               |